# 유운 (성양애왕)
성양애왕 유운(城陽哀王 劉雲, ? ~ 기원전 19년)은 중국 전한의 황족 · 제후왕으로, 성양왕이다. 성양효왕 유경의 아들이다.
아버지가 성양효왕 24년(기원전 20년)에 죽자 성양왕을 계승했다. 성양애왕 1년(기원전 19년)에 죽었고, 아들이 없어 봉국이 폐지됐다. 후에 성양효왕의 아들 유리를 왕으로 삼아 성양나라를 다시 세워줬다.